# Arthonia farinacea
Arthonia farinacea är en lavart som först beskrevs av Henri Jacques François Olivier och som fick sitt nu gällande namn av Rolf Santesson. 
Arthonia farinacea ingår i släktet Arthonia och familjen Arthoniaceae. Arten är reproducerande i Sverige. Inga underarter finns listade i Catalogue of Life.